# Dompierre-sur-Nièvre
Dompierre-sur-Nièvre é uma comuna francesa na região administrativa de Borgonha-Franco-Condado, no departamento Nièvre. Estende-se por uma área de 19,22 km². Em 2010 a comuna tinha 193 habitantes (densidade: 10 hab./km²).